# 北九州市交通局向田営業所
向田営業所（むかいだえいぎょうしょ）とは福岡県北九州市八幡西区三ツ頭2丁目にある北九州市交通局（市営バス）の営業所である。市営バス路線のうち概ね二島駅以西の路線を担当する。

## 所在地
- 福岡県北九州市八幡西区三ツ頭2丁目25番1号
  - 最寄バス停：向田営業所

## 担当路線
前述の通り概ね西半分の路線の担当であり、主に二島駅・折尾駅を基点に運行されている。路線が多いためここでは省略して記述する。2023年3月改正時点のものを示す。
折尾～東団地線
- 【55】折尾駅 - 折尾出張所前 - 折尾東団地 - 本陣橋 - 二島駅
  - 元は2020年10月3日付で廃止された【50】（丸尾町・折尾東団地・本陣橋経由）の派生系統であった。古くから二島駅や若松ボートまでの運行がほとんどだった。
  - 2018年時点では数往復を残すのみにまで減便。2020年3月の改正で一部が10人乗り小型バスの運行となったが、その後小型バスは運用から外れた。2023年時点では60～90分に1本の間隔で運行されている。

折尾～産医大線
- 【36】折尾駅 - 折尾出張所前 - 産業医科大学病院入口 - 本城陸上競技場前 - 島郷合同庁舎前 - 二島駅
  - 元は2019年3月改正で廃止された【30】（西門前・産業医科大学病院入口・本城陸上競技場前・島郷合同庁舎前経由）の派生系統であった。
  - 30系統廃止直後に増便され毎時1本程度運行されていたが、2021年3月改正で減便され、2時間に1本程度の運行となっている。
- 【31循環】折尾駅 - 産業医科大学病院 - 千代ケ崎 - 本城駅 - 折尾出張所前 - 折尾駅
- 【54】/【14】向田営業所 - 高須公営住宅前 - 産業医科大学病院入口 - 帯田 - 二島駅 - 大橋通り - 本町 - 産業医科大学若松病院
  - 2021年3月ダイヤ改正で新設された。向田営業所～二島駅間は54系統、二島駅～産業医科大学若松病院間は14系統として運行される。平日のみ産業医科大学病院内に乗り入れる。

折尾～学研都市線
- 【ノンストップ】折尾駅 - 学研都市ひびきの
  - 学園大通り～ひびきの西間ノンストップ。北九州市立大学休校日は運休となる。
- 【33】折尾駅 - 産業医科大学病院 - 光貞台 - 学研都市ひびきの - 学研大通り西
- 【35】折尾駅 - 産業医科大学病院入口 - 学研都市ひびきの - 学研大通り西 - 向田営業所
  - 上記2系統はほぼ同じ経路で、産業医科大学病院と光貞台を経由するかどうかの違いである。
  - 【35】は以前「直行」として案内されていたが、「光貞台を通らない」ことを示すものであり、経路上のすべてのバス停に停車していた。
- 【63快速】折尾駅 - 浅川中学校前 - 学研都市ひびきの - 学研大通り西
  - 学園大通り～浅川交差点間ノンストップ。
- 【64】折尾駅 - 九州共立大前 - 浅川中学校前 - 学研都市ひびきの - 新払川大橋 - 二島駅
  - 学研都市の開発の進捗にあわせ、広大な学研都市の北東部にも住宅が増加したため折尾駅からの便が設定された。1-2時間に1本程度の運行。かつては夜間の一部便のみ折尾駅～新払川大橋の区間便が存在した。

- 【65】折尾駅 - 九州共立大前 - 浅川中学校前 - 学研都市ひびきの - 大鳥居 - 向田営業所
  - 大鳥居で【41】亀の井ホテル玄界灘行きと接続する便が多い。

折尾～日の峯線
- 【61循環】折尾駅→九州共立大前→浅川台→おかの台→日の峯公園→浅川台→九州共立大前→折尾駅

折尾～浅川線
- 【70】折尾駅 - 九州共立大前 - 浅川入口 - 高須公営住宅前 - サイエンスパーク - 青葉台交差点 - 青葉台入口 - 大鳥居 - 二島郵便局前 - 二島駅
- 【70快速】青葉台入口→青葉台交差点→サイエンスパーク→高須公営住宅前→折尾駅
  - 浅川方面への最基幹系統であるが、2020年10月改正以降青葉台発着便を中心に減便が続いている。
  - 日中毎時1本程度の運行。青葉台地区の利用者が急増する朝夕ラッシュ時には青葉台入口発着便が運行される。
  - 下記【90】とは青葉台地区の運行経路が大きく異なる。中心部を貫通するように通り抜ける90系統に対し、70系統は青葉小学校前で左折。青葉台西地区・サイエンスパークを経由し青葉台中央公園前へ。芦屋線と逆方向で青葉台東を抜け、青葉台南地区へ抜ける。そのため青葉台中央公園前・青葉台東・青葉台交差点の各バス停では折尾行きののりば・おりばの配置が反対方向となる。
  - 【70快速】は平日の朝に青葉台入口発折尾駅行きのみ設定されている。第二浅川橋～学園大通り間はノンストップとなる。
  - 二島駅発着便は他系統に比べかなりの大回りとなる。そのため直通需要ではなく高須・青葉台地区と二島・若松地区を東西に結ぶ需要が主となる。大鳥居で【41】亀の井ホテル玄界灘行きと接続する便が多い。一部の便は鴨生田で系統番号を【10】に変更し、小倉駅・北九州市役所前まで直通する。かつては産業医科大学若松病院への直通便も運行されていた。
  - 2021年3月改正で2つのバス停「縄手」（旧道側）、「浅川本村」が廃止され、全便後述の浅川入口を経由することになった。

折尾～芦屋線
- 【90】折尾駅 - 九州共立大前 - 浅川入口 - 高須公営住宅前 - 青葉台交差点 - 芦屋町役場前 - 鶴松団地 - 第二粟屋
  - 【70】とともに浅川方面の基幹路線。乗客の多い路線であり早朝から深夜までほぼ満遍なく運行され、特に青葉台までは終日にわたって混雑しやすい。【91】と合わせ毎時2本程度設定されており、朝ラッシュ時には更に多くの本数が設定される。2019年3月改正で快速便が新設されたが、後に91系統に移行している。
  - 約半数が鶴松団地までの運行となっている。
  - 2019年3月改正より所要時間の短縮のため浅川地区の運行経路を新道経由に切り替え。終日浅川本村には停車しなくなった。2020年3月改正で浅川本村地区の利便性を確保するため、新道に「浅川入口」バス停を新設。
- 【91】折尾駅 - 九州共立大前 - 浅川入口 - 高須公営住宅前 - 青葉台交差点 - 花野路中央 - 花美坂 - 芦屋町役場前 - 鶴松団地
- 【91快速】折尾駅 - 高須公営住宅前 - 青葉台交差点 - 花野路中央 - 花美坂 - 芦屋町役場前 - 鶴松団地
  - 【90】とほぼ同一の経路だが、花野路・花美坂団地を経由する。当初は芦屋総合体育館終着だったが鶴松団地まで延長された。第二粟屋行きの設定はない。
  - 折尾行きは午前を中心に、鶴松団地行きは午後を中心に運行される。
  - 【91快速】は平日の朝に折尾行き、夕方に鶴松団地行きが設定されている。学園大通り～第二浅川橋間はノンストップとなる。
- 【87】第二粟屋→芦屋町役場前→三ツ頭→浅川入口→九州共立大前→折尾駅
  - 古くから運行されてきた芦屋折尾間のかつての基幹系統。芦屋町市街地区間の乗客減少に加え、若松区西部・芦屋町東部の宅地化によって青葉台・花美坂経由が拡充されたため減便され、一度は廃止された。しかし、朝のラッシュ時には芦屋からの通勤・通学需要が一定数存在しすべてを詰め込む青葉台経由は激しい混雑となることに加え、浅川地区では満員通過となる事案も発生していたため、朝ラッシュに限って芦屋発1本が復活設定された。
  - 2016年秋の改正で芦屋急行の代替として1本増便されたが、その後減便され1本のみに戻っている。芦屋町から折尾方面への最速達系統である。

折尾～日吉台・水巻中央線
- 【83】折尾駅 - 日吉台一丁目 - 水巻町図書館 - 梅ノ木 - 猪熊 - 向田営業所
- 【84】折尾駅 - 日吉台一丁目 - 水巻町図書館 - 梅ノ木 - 向田 - 芦屋中央病院玄関前
  - 狭隘区間を走行するため中型車を使用する。かつては小型車も運用されていた。長く折尾駅～日吉台の区間運転メインで出入庫時に向田まで運行する便が運行される程度だったが、2013年改正よりラッシュ時を除き【86】頃末経由を減便し代替で日吉台経由を増便することとなった。2014年改正にて日吉台経由向田行きの運行時間帯をラッシュ時間にまで拡大している。
  - 【84】は2020年3月の改正で新設された（同時に三ツ頭交差点付近に折尾駅行の「第二三松園」バス停を増設）。猪熊および向田営業所は経由しない。

折尾～頃末～向田線
- 【86】折尾駅 - 頃末 - 梅ノ木 - 猪熊 - 向田営業所
  - かつての基幹系統だが、上記83系統の設定により減便傾向。2013年改正ではラッシュ時は本数を維持したが、2014年改正でラッシュ時に関しても大幅に減便された。2023年現在は平日・土曜日のみ運行となっている。
- 【70循環】/【85循環】折尾駅 - 頃末 - 梅ノ木 - 向田 - 高須公営住宅前 - 浅川入口 - 折尾駅
  - 浅川先回り便は折尾駅→高須小学校前間は70系統、高須公営住宅前→梅ノ木→折尾駅間は85系統として運行。頃末先回り便は折尾駅→三松園間は85系統、向田→高須公営住宅前→折尾駅間は70系統として運行。

二島～黒崎線
- 【51】JCHO九州病院前 - 西鉄黒崎バスセンター/黒崎駅 - 陣原駅北口 - 小島 - 二島駅
  - 黒崎駅地区は二島行きが西鉄黒崎バスセンター、JCHO九州病院行きが黒崎駅バスターミナルに停車する。
  - 2020年3月改正で一部が10人乗り小型バスの運行となったが、その後小型バスは運用から外れた。2021年3月改正で黒崎側の起終点が八幡西郵便局前からJCHO九州病院に変更。
  - かつては【52】本陣橋経由も運行されていたが、2023年3月改正で廃止され、下記【57】に振り替えられた。

学研都市～黒崎線
- 【57】JCHO九州病院前 - 西鉄黒崎バスセンター/黒崎駅 - 陣原駅南口 - 本陣橋 - 学研都市ひびきの - 新払川大橋
  - 2023年3月の改正で新設された。

岩屋～大鳥居線
- 【41】二島駅 - 大鳥居 - 蜑住（あまずみ）団地 - 亀の井ホテル玄界灘
  - 2014年6月改正で折尾・二島との直通運行を廃止し、大鳥居 - かんぽの宿北九州（現：亀の井ホテル玄界灘）間の折り返し運用となった。その後、再び二島駅まで延伸されている。
  - 亀の井ホテル玄界灘行きは大鳥居で折尾駅からのバスの接続を受ける。
  - 平日朝夕1往復のみ、岩屋を経由する。
  - 小型車両（トヨタ ハイエース）で運行される。

二島～岩屋線
- 【42】二島駅 - 若松商業高校前 - 脇田（わいた）- 亀の井ホテル玄界灘
  - 脇田で【43】脇田 - 脇ノ浦 - 若松営業所線と接続する。
  - 小型車両（トヨタ ハイエース）で運行される。

グリーンパーク線
- 【臨時】折尾駅 - 九州共立大前 - 浅川中学校前 - ひびきの南一丁目 - 新払川大橋 - グリーンパーク（北ゲート前） - ヒビキノビーチフロント前
  - 3月1日～11月30日の間の日祝日のみ運行。

ジアウトレット北九州線
- 【臨時】ジアウトレット北九州 - 黒崎駅北口 - 小島 - 帯田 - 千代ケ崎 - 学研大通り西 - 青葉台入口 - 青葉台交差点 - サイエンスパーク - 高須公営住宅前 - 第二浅川橋
  - THE OUTLET KITAKYUSHU開業に合わせ、2022年4月26日より運行開始。土曜日・日祝日のみ運行。
  - 黒崎駅北口バス停では、ジアウトレット北九州行きは降車のみ、第二浅川橋行きは乗車のみ扱いとなる。

その他、芦屋町タウンバスの運行受託、市内の児童福祉施設の送迎バス、公営競技の送迎バス、本城陸上競技場におけるギラヴァンツ北九州試合時のシャトルバスを運行している。

## 廃止された路線
- 猪熊 - 頃末 - 水巻駅循環（2009年4月1日付で廃止）
- 折尾駅 - 産業医科大前 - 帯田 - 二島駅（2010年4月3日付で廃止）
- 【50】折尾駅 - 丸尾町 - 折尾東団地 - 本陣橋 - 二島駅（2020年10月3日付で廃止）
  - 折尾～二島間の最短経路かつ基幹系統。概ね国道199号線（市街地ルート）を走行していた。分断前は若松渡場発着がメインで運行されていた。古くからの基幹系統であるが利用者の減少が続き2018年時点で毎時1-2本程度の運行。2020年3月の改正で一部が10人乗り小型バスの運行となっていた。廃止後は派生系統の【55】（折尾出張所・折尾東団地・本陣橋経由）に一本化された（同時に2つのバス停「丸尾町」、「光明二丁目」が廃止された）。
- 【30】折尾駅 - 産業医科大学病院 - 本城陸上競技場前 - 島郷合同庁舎前 - 若松商業高校前 - 二島駅
  - 2019年3月改正で廃止。折尾出張所経由の【36】が増便され代替路線となった。
- 【30】国道199号バイパス経由（折尾行のみ）
- 【71】折尾駅 - 浅川 - 高須公営住宅前 - 大鳥居 - 二島駅
  - 折尾駅～岩屋線が高須経由に変更された1985年頃から設定されていたが、2013年改正で大半を青葉台経由に変更。2014年改正により岩屋系統は大鳥居で分断されたため、代替で1本のみ運行されていた。2020年3月改正で廃止。
- 【70】折尾駅 - 浅川 - 高須公営住宅前 - 産業医科大学若松病院
- 北九州空港エアポートバス（黒崎 - 北九州空港線）（2011年3月27日付で廃止、学研都市発着に短縮して西鉄バス北九州に民間移譲）
  - 向田営業所 - 高須交番前 - 学研都市 - 産業医科大学 - 折尾駅西口 - 西鉄黒崎BC - ホテルクラウンパレス北九州 - 引野口 - 高速千代ニュータウン - (北九州都市高速4号線 - 八幡IC - 九州自動車道 - 東九州自動車道 - 苅田北九州空港IC) - 北九州空港
- 折尾駅 - 浅川 - 高須公営住宅前 - 青葉台 - 芦屋（はまゆう団地）（2013年4月1日付で廃止、折尾駅発着を遠賀川駅発着に変更して芦屋町タウンバスに移譲）
- 折尾駅 - 高須公営住宅前 - 大鳥居 - 二島駅 - 帯田 - 折尾東団地 - 折尾光明 - 折尾駅
- 折尾駅 - 九州女子大前 - 産業医科大前 - 本城中央団地 - 帯田 - 丸尾町 - 折尾駅
- 光貞台 - 産業医科大前 - 九州女子大前 - 折尾駅 - 折尾光明 - 産業医科大前 - 光貞台
- 光貞台 - 産業医科大前 - 九州女子大前 - 折尾駅 - 丸尾町 - 産業医科大前 - 光貞台
- 光貞台 - 産業医科大前 - 折尾光明 - 折尾駅 - 九州女子大前 - 日の峯公園
- 光貞台 - 産業医科大前 - 折尾光明 - 折尾駅 - 九州女子大前 - 日吉台（高尾工業団地）
- 本城西団地 - 産業医科大前 - 大浦三丁目 - 九州女子大前 - 日吉台（高尾工業団地）
- 折尾駅 → 折尾光明 → 折尾東団地 → 帯田 → 第三二島 →[直行]→ 顕照寺前 → 若松商業高校前
- 折尾駅 - 高須公営住宅前 - 大鳥居 - 蜑住団地 - かんぽの宿北九州
- 向田営業所 - 三ツ頭 - 高須小学校前 →[直行]→ 太閤水 - 大鳥居 - 江川小学校
- 向田営業所→おかの台→浅川中学校→力丸町→古開→小島→黒崎駅
  - 片運行で2本のみが設定されていた。2014年改正までは八幡西郵便局前まで運行の双方向運行路線だった。
- 【52】黒崎（JCHO九州病院） - 陣原駅南口 - 本陣橋 - 二島駅
  - 2023年3月の改正で廃止された。
- 【53】黒崎 - 陣原駅南口 - 折尾東団地 - 西門前 - 高須団地・青葉台入口
- 芦屋急行線（西鉄バス北九州と共同運行、2017年4月1日付で廃止）
- 【80】折尾駅 - 九州女子大前 - バイパス - 頃末 - 芦屋方面
  - 水巻方面を経由する芦屋行き。86系統との違いは水巻方面へ直行せずいったん九州女子大前･バイパスを迂回、さらに83系統と異なり日吉台ではなく頃末を迂回する。2005年頃までは毎時1本程度は運行されてきたが、減便が続き2018年時点では早朝の1往復のみとなっていた。
- 【82】折尾駅 - 日吉台 - 緑ヶ丘 - 向田営業所
  - 2003年6月に新設された系統だが、2020年3月28日をもって廃止された（同時に2002年6月に新設された同系統のバス停のうち「緑ヶ丘」、「県営古賀団地前」、「古賀公民館前」の計3つが廃止された）。
- 折尾駅 - 九州女子大前 - バイパス - 日吉台団地
- 折尾駅 - 浅川台 - 日の峯一丁目（区間便）
- 【6】（東水巻駅先回り）/【7】（八所神社先回り）水巻駅南口 - 東水巻駅 - 八所神社 - 水巻駅南口
- 【8】（東水巻駅先回り）/【9】（運動公園先回り）水巻駅南口 - 東水巻駅 - 八所神社 - 水巻駅南口 - 水巻総合運動公園前 - 水巻駅南口
  - 水巻南部循環線。2025年3月31日廃止。代替として水巻町による通勤通学バスを朝夕のみ運行（遠賀観光バスに運行委託）[1]。

## 歴史
- 1987年7月1日：折尾営業所（現在の折尾警察署のある場所、西鉄折尾車庫の向かい）を移転する形で発足。
- 2009年4月1日：西鉄バス北九州の一部路線（黒崎 - 北九州空港線）が乗り入れを開始。
- 2010年4月1日：北九州空港エアポートバスの運行見直しにより上記の一部路線から西鉄バス北九州が一時撤退。
- 2011年3月27日：黒崎 - 北九州空港線が廃止、一時撤退した西鉄バス北九州に民間移譲（ただし向田営業所には乗り入れず）。
- 2013年4月1日：折尾駅 - 芦屋線のうちはまゆう団地系統の山鹿 - はまゆう団地間が廃止、芦屋町タウンバスに移譲。
- 2014年6月1日：折尾駅 - かんぽの宿北九州系統を大鳥居を境に分断。
- 2017年4月1日：芦屋急行線が西鉄バス北九州とともに廃止。
- 2020年3月28日：交通局始まって以来の大規模な路線、バス停の廃止が行われる（ただし西鉄バス北九州への民間移譲ではない）。同時に一部の路線が10人乗り小型バスの運行に切り替わる。